# Home Invaders
Home Invaders è un film del 2001, diretto da Gregory Wilson e prodotto da Spike Lee.